# Yoshiyuki Katō
Yoshiyuki Katō (加藤 善之 Katō Yoshiyuki?,  nacido el 27 de julio de 1964 en Tokio) es un exfutbolista japonés que se desempeñaba como defensa.

## Trayectoria

### Clubes
| Club           | País  | Año         |
| -------------- | ----- | ----------- |
| Verdy Kawasaki | Japón | 1983 - 1994 |
| Fukuoka Blux   | Japón | 1995        |

## Palmarés

### Títulos nacionales
| Título                   | Club           | País  | Año       |
| ------------------------ | -------------- | ----- | --------- |
| Japan Soccer League      | Yomiuri        | Japón | 1983      |
| Japan Soccer League      | Yomiuri        | Japón | 1984      |
| Copa del Emperador       | Yomiuri        | Japón | 1984      |
| Copa Japan Soccer League | Yomiuri        | Japón | 1985      |
| Copa del Emperador       | Yomiuri        | Japón | 1986      |
| Japan Soccer League      | Yomiuri        | Japón | 1986-1987 |
| Copa del Emperador       | Yomiuri        | Japón | 1987      |
| Japan Soccer League      | Yomiuri        | Japón | 1990-1991 |
| Copa Japan Soccer League | Yomiuri        | Japón | 1991      |
| Japan Soccer League      | Yomiuri        | Japón | 1991-1992 |
| Copa J. League           | Verdy Kawasaki | Japón | 1992      |
| Copa J. League           | Verdy Kawasaki | Japón | 1993      |
| J1 League                | Verdy Kawasaki | Japón | 1993      |
| Copa J. League           | Verdy Kawasaki | Japón | 1994      |
| J1 League                | Verdy Kawasaki | Japón | 1994      |